# Macroperipatus ohausi
Macroperipatus ohausi är en klomaskart som först beskrevs av Eugène Louis Bouvier 1900.  Macroperipatus ohausi ingår i släktet Macroperipatus och familjen Peripatidae. Inga underarter finns listade i Catalogue of Life.